# Petrotilapia chrysos
Petrotilapia chrysos és una espècie de peix de la família dels cíclids i de l'ordre dels perciformes.

## Morfologia
- Els mascles poden assolir 13,1 cm de longitud total.[1]

## Hàbitat
És una espècie de clima tropical.

## Distribució geogràfica
Es troba a Àfrica: llac Malawi (és una espècie de peix endèmica de les illes Chinyankwazi i Chinyamwezi).